# Aftermath Entertainment
Aftermath Entertainment is een Amerikaans platenlabel gespecialiseerd in hiphop. Het werd in 1996 opgericht door Dr. Dre nadat hij Death Row Records verliet. Het idee achter Aftermath Records is dat het een soort boutique label is waar kwaliteit boven kwantiteit staat. Het label is dan ook (mede) verantwoordelijk voor het uitbrengen van geprezen albums van onder andere Eminem, 50 Cent, Anderson .Paak & Kendrick Lamar en Dr. Dre zelf.

## Artiesten

### Huidige artiesten
| Artiest        | Sinds | Aantal releases | Extra info                                    |
| -------------- | ----- | --------------- | --------------------------------------------- |
| Dr. Dre        | 1996  | 2               | Oprichter                                     |
| Eminem         | 1998  | 13              |                                               |
| Kendrick Lamar | 2012  | 4               |                                               |
| Anderson .Paak | 2016  | 2               |                                               |
| Silk Sonic     | 2021  | 1               | Duo bestaande uit Anderson .Paak & Bruno Mars |

### Voormalige artiesten
| Artiest          | Periode        | Aantal releases op label |
| ---------------- | -------------- | ------------------------ |
| Group Therapy    | 1996—1997      | —                        |
| The Firm         | 1996—1998      | 1                        |
| RBX              | 1996—1999      | —                        |
| King T           | 1996—2001      | —                        |
| Dawn Robinson    | 1997—2001      | —                        |
| Hittman          | 1998—2000      | —                        |
| Rakim            | 2000—2002      | —                        |
| The Last Emperor | 2000—2003      | —                        |
| Truth Hurts      | 2001—2003      | 1                        |
| 50 Cent          | 2002—2014      | 5                        |
| Game             | 2003—2006      | 1                        |
| Stat Quo         | 2003—2008      | —                        |
| Eve              | 1998 2004—2007 | —                        |
| Busta Rhymes     | 2004—2008      | 1                        |
| Dion             | 2005—2007      | —                        |
| G.A.G.E.         | 2005—2007      | —                        |
| Raekwon          | 2005—2008      | —                        |
| Bishop Lamont    | 2005—2010      | —                        |
| Joell Ortiz      | 2006—2008      | —                        |
| Marsha Ambrosius | 2006—2009      | —                        |
| Hayes            | 2009—2010      | —                        |
| Slim the Mobster | 2009—2012      | —                        |
| Jon Connor       | 2013—2019      | —                        |
| Justus           | 2015—2016      | —                        |